# Liste der Gastauftritte bei Monk (Fernsehserie)
Diese Liste der Gastauftritte bei Monk enthält eine Aufzählung der Gastauftritte der US-amerikanischen Fernsehserie Monk sowie die entsprechenden Synchronsprecher.
| Episode                                                   | Gastdarsteller/in        | Anmerkungen | Synchronsprecher         |
| --------------------------------------------------------- | ------------------------ | --- | ------------------------ |
| 1.01 Mr. Monk und das Attentat 1                          | Michael Hogan            | Hogan spielt Bürgermeisterkandidat Warren St. Claire. | Christian Rode           |
| 1.02 Mr. Monk und das Attentat 2                          | Michael Hogan            | Hogan spielt Bürgermeisterkandidat Warren St. Claire. | Christian Rode           |
| 1.04 Mr. Monk gegen die Qualle                            | Adam Arkin               | Adam Arkin war der erste von drei Schauspielern in der Rolle des Dale Biederbeck. | Jörg Hengstler           |
| 1.05 Mr. Monk auf dem Rummelplatz                         | Stephen McHattie         | McHattie ist der unter Mordverdacht stehende Kollege und Freund von Capt. Stottlemeyer Lt. Adam Kirk. | Frank Glaubrecht         |
| 1.06 Mr. Monk in der Anstalt                              | Dennis Boutsikaris       | Boutsikaris spielt den Leiter der psychiatrischen Anstalt Dr. Morris Lancaster. | Till Hagen               |
| 1.06 Mr. Monk in der Anstalt                              | Kevin Nealon             | Nealon spielt einen Patienten, der mit Mr. Monk den Fall aufklären will. | Norbert Langer           |
| 1.07 Mr. Monk und ein Milliardär auf Abwegen              | Peter Onorati            | Onorati spielt Archie Modine, den Liebhaber der Gattin des erschossenen Milliardärs. | Erich Räuker             |
| 1.09 Mr. Monk und der Marathon-Mann                       | Peter Outerbridge        | Peter Outerbridge spielt Trevor McDowell. | Dieter Landuris          |
| 1.09 Mr. Monk und der Marathon-Mann                       | Zakes Mokae              | Zakes Mokae spielt Monks Läufer-Idol. | Helmut Krauss            |
| 1.10 Mr. Monk macht Urlaub                                | Polly Draper             | Polly Draper spielt die Hoteldetektivin, die von Monk unterstützt wird. | Andrea Aust              |
| 1.11 Mr. Monk und das Erdbeben                            | Amy Sedaris              | Amy Sedaris spielt Sharonas Schwester Gail. | Katharina Koschny        |
| 1.12 Mr. Monk und Willie Nelson                           | Willie Nelson            | Willie Nelson spielt sich selbst. Er wird des Mordes verdächtigt und musiziert unter anderem an Trudys Grab, im Duett mit Monk an der Klarinette. In einer weiteren Folge kommt ein Konzert von ihm als Fernsehübertragung vor.                                                                                                  | Friedrich G. Beckhaus    |
| 1.12 Mr. Monk und Willie Nelson                           | Jackie Richardson        | Jackie Richardson spielt die „blinde“ Augenzeugin. | Regina Lemnitz           |
| 1.13 Mr. Monk im Flugzeug                                 | Timothy Daly             | Es wird auf die Serie Wings angespielt, in der auch Tony Shalhoub mitspielte. | Torsten Michaelis        |
| 1.13 Mr. Monk im Flugzeug                                 | Garry Marshall           | Gary Marshall spielt einen Verlängerungskabel-Vertreter, der während des Fluges neben Mr. Monk sitzt. | Wolfgang Völz            |
| 1.13 Mr. Monk im Flugzeug                                 | Brooke Adams             | Erster von fünf Gastauftritten der Ehefrau von Tony Shalhoub. Hier verkörpert sie die Stewardess Leigh Harrison, die sie noch ein weiteres Mal in Episode 7.07 spielt. Dreimal ist sie in anderen Rollen zu sehen. | Karin Buchholz           |
| 2.01 Mr. Monk geht wieder zur Schule                      | Andrew McCarthy          | Andrew McCarthy spielt den Chemielehrer Derek Philby. | Benjamin Völz            |
| 2.01 Mr. Monk geht wieder zur Schule                      | David Rasche             | David Rasche spielt einen Coach. | Detlef Bierstedt         |
| 2.01 Mr. Monk geht wieder zur Schule                      | Rosalind Chao            | Rosalind Chao spielt die stellvertretende Schulleiterin Arleen Cassady. | Iris Artajo              |
| 2.02 Mr. Monk fährt nach Mexico                           | David Norona             | David Noroña spielt Lt. Plato von der mexikanischen Polizei. | Viktor Neumann           |
| 2.03 Mr. Monk und das Baseballfieber                      | Rainn Wilson             | Rainn Wilson spielt den baseballverrückten Täter. | Tobias Meister           |
| 2.04 Mr. Monk geht zum Zirkus                             | Lolita Davidovich        | Lolita Davidovich spielt die Hochseilartistin Nastasia Lovara. | Sabine Jaeger            |
| 2.05 Mr. Monk und der älteste Mann der Welt               | Kurt Fuller              | Kurt Fuller spielt den Täter, der in Bedrängnis kommt, weil eine Zeitkapsel ausgegraben werden soll, die zu einem alten Fall führen und ihn dadurch überführen könnte. | Hans-Jürgen Wolf         |
| 2.05 Mr. Monk und der älteste Mann der Welt               | Patrick Cranshaw         | Patrick Cranshaw ist der „älteste Mann der Welt“. | Hasso Zorn               |
| 2.06 Mr. Monk geht mit Sharona ins Theater                | Amy Sedaris              | Der zweite Auftritt von Amy Sedaris als Sharonas Schwester Gail. Sie kommt ins Visier der Ermittlungen, als es bei einem Theaterstück zu einem Todesfall kommt. | Katharina Koschny        |
| 2.07 Mr. Monk und der schlafende Verdächtige              | Kathryn Joosten          | Joosten spielt die Pflegerin des im Koma liegenden Mordverdächtigen |                          |
| 2.07 Mr. Monk und der schlafende Verdächtige              | Josh Stamberg            | |                          |
| 2.08 Mr. Monk, ein Playboy und viele schöne Mädchen       | Gary Cole                | Gary Cole spielt den Playboy. | Tom Vogt                 |
| 2.08 Mr. Monk, ein Playboy und viele schöne Mädchen       | Erinn Bartlett           | Bartlett ist das „Alibi“ Amber. |                          |
| 2.09 Mr. Monk und der 12. Geschworene                     | Billy Gardell            | Billy Gardell spielt den verunfallten Handwerker Ian Agnew. | Gerrit Schmidt-Foß       |
| 2.09 Mr. Monk und der 12. Geschworene                     | Chris Owen               | Chris Owen spielt einen Kinokartenverkäufer. | Nico Mamone              |
| 2.10 Mr. Monk und der Zeitungsjunge                       | Nicole DeHuff            | DeHuff spielt die gierige Kioskverkäuferin. |                          |
| 2.11 Mr. Monk, sein Bruder und drei Kuchen                | Holt McCallany           | Holt McCallany spielt den Nachbarn von Monks Bruder Ambrose, der einen Mord begeht und auf der Suche nach einer beweisträchtigen Patronenhülse weiter mordet. | Leon Boden               |
| 2.11 Mr. Monk, sein Bruder und drei Kuchen                | Leslie Jordan            | Leslie Jordan spielt einen Preisrichter auf dem Volksfest. | Joachim Siebenschuh      |
| 2.12 Mr. Monk und der Fernsehstar                         | Sarah Silverman          | Sarah Silverman spielt den besessenen Fan eines Fernsehstars, der einen Mord begeht. Nach der Aufdeckung des Mordes durch Monk wird sie zu dessen größtem Fan. | Claudia Urbschat-Mingues |
| 2.12 Mr. Monk und der Fernsehstar                         | Billy Burke              | Billy Burke spielt den Fernsehstar Brad Terry. | Nicolas Böll             |
| 2.13 Mr. Monk und die entführte Großmutter                | Currie Graham            | Currie Graham spielt den Antiquitätenhändler Harold Maloney. | Bernd Vollbrecht         |
| 2.13 Mr. Monk und die entführte Großmutter                | Rachel Dratch            | Rachel Dratch spielt die Enkelin der entführten Großmutter. | Claudia Kleiber          |
| 2.13 Mr. Monk und die entführte Großmutter                | Larry Hankin             | Larry Hankin spielt den Obdachlosen, der keine Soße zum Truthahn möchte. | Jan Spitzer              |
| 2.14 Mr. Monk und die Frau des Captains                   | Jesse James              | Jesse James spielt den älteren Sohn Captain Stottlemeyers. | Tino Hillebrand          |
| 2.14 Mr. Monk und die Frau des Captains                   | Daniel Goddard           | Goddard spielt den Attentäter. |                          |
| 2.15 Mr. Monk heiratet Sharona                            | Nestor Carbonell         | Nestor Carbonell heiratet in der Rolle des Dalton Padron die Mutter von Lt. Randy Disher, um auf das Gelände einer Eheberatungsanstalt zu kommen, auf dem ein Goldschatz versteckt sein soll. | Claudio Maniscalco       |
| 2.15 Mr. Monk heiratet Sharona                            | Jane Lynch               | Jane Lynch spielt die Eheberaterin. | Helga Sasse              |
| 2.15 Mr. Monk heiratet Sharona                            | Jim Beaver               | Jim Beaver spielt den ortsansässigen Sheriff | Kaspar Eichel            |
| 2.15 Mr. Monk heiratet Sharona                            | Michael Ensign           | Ensign spielt den Geschäftspartner von Carbonells Figur, der von dieser ermordet wird |                          |
| 2.16 Mr. Monk landet im Gefängnis                         | Kathy Baker              | Kathy Baker spielt die Bibliothekarin der Gefängnisbücherei. | Karin Grüger             |
| 2.16 Mr. Monk landet im Gefängnis                         | Tim Curry                | Tim Curry ist der zweite Schauspieler in der Rolle des Dale Biederbeck. | Jörg Hengstler           |
| 2.16 Mr. Monk landet im Gefängnis                         | Danny Trejo              | In dieser Folge muss Monk in einem Gefängnis ermitteln, weshalb er mit einer erfundenen Identität Insasse wird. Trejo spielt seinen Zellengenossen, mit dem sich Monk nach anfänglichen Problemen anfreundet. | Thomas Wolff             |
| 3.01 Mr. Monk in Manhattan                                | Jeffrey Dean Morgan      | Jeffrey Dean Morgan spielt den Mörder. | Peter Reinhardt          |
| 3.01 Mr. Monk in Manhattan                                | Mykelti Williamson       | Mykelti Williamson spielt den Einsatzleiter der Polizei. | Charles Rettinghaus      |
| 3.02 Mr. Monk und der Affe                                | Carmen Electra           | Carmen Electra spielt eine Popsängerin. | Ranja Bonalana           |
| 3.03 Mr. Monk und der Stromausfall                        | Alicia Coppola           | Coppola ist die Pressechefin des Kraftwerks, die ein Auge auf Monk geworfen hat. |                          |
| 3.03 Mr. Monk und der Stromausfall                        | Judge Reinhold           | Reinhold spielt den Aktivisten. |                          |
| 3.04 Mr. Monk wird gefeuert                               | Molly Hagan              | | Arianne Borbach          |
| 3.05 Mr. Monk hilft der Mafia                             | Philip Baker Hall        | Hall spielt den Mafiaboss, der Monk engagiert. | Friedrich G. Beckhaus    |
| 3.05 Mr. Monk hilft der Mafia                             | Rick Hoffman             | Hoffman spielt einen FBI-Agenten. | Martin Keßler            |
| 3.06 Mr. Monk und Sharonas Besuch aus dem Jenseits        | Emma Caulfield           | Caulfield spielt Sharonas Literaturlehrerin Meredith Preminger. | Irina von Bentheim       |
| 3.07 Mr. Monk arbeitet im Supermarkt                      | Michael Weston           | Weston spielt einen der beiden jungen, verpeilten Angestellten im Supermarkt. |                          |
| 3.08 Mr. Monk spielt mit                                  | Bob Gunton               | Gunton spielt Monks Schwiegervater Dwight Ellison. | Norbert Gescher          |
| 3.08 Mr. Monk spielt mit                                  | Lisa Sheridan            | Lisa Sheridan spielt das Mordopfer. | Debora Weigert           |
| 3.10 Mr. Monk und Natalie fischen im Dunkeln              | Adam Wylie               | Wylie spielt einen Mitarbeiter in der Zoohandlung. | Ozan Ünal                |
| 3.11 Mr. Monk gegen den toten Mörder                      | Makoto Iwamatsu          | Makoto Iwamatsu spielt den Zen-Meister Zi. | Gerd Holtenau            |
| 3.11 Mr. Monk gegen den toten Mörder                      | Patrick Fischler         | | Nicolas Böll             |
| 3.11 Mr. Monk gegen den toten Mörder                      | Sung Kang                | | Björn Schalla            |
| 3.12 Mr. Monk muss in den Wald                            | Josh Stamberg            | |                          |
| 3.12 Mr. Monk muss in den Wald                            | Glenn Morshower          | | Till Hagen               |
| 3.12 Mr. Monk muss in den Wald                            | Moon Bloodgood           | | Ghadah Al-Akel           |
| 3.13 Mr. Monk steckt im Stau                              | Korn                     | Die kalifornische Metalband „KoЯn“ spielt sich selbst. | – 1                      |
| 3.14 Mr. Monk in Las Vegas                                | James Brolin             | | Jürgen Kluckert          |
| 3.14 Mr. Monk in Las Vegas                                | Krista Allen             | |                          |
| 3.15 Mr. Monk als Wahlhelfer                              | Nick Offerman            | | Hans Hohlbein            |
| 3.16 Mr. Monk will Vater werden                           | Brooke Adams             | Tony Shalhoubs Ehefrau spielt hier die Mutter eines entführten Musikers. | Karin Buchholz           |
| 3.16 Mr. Monk will Vater werden                           | Nicole Sullivan          | Sullivan spielt die Pflegemutter des kleinen Tommy. | Silke Matthias           |
| 4.01 Mr. Monk bekommt Konkurrenz                          | Jason Alexander          | Alexander spielt einen erfolglosen Privatdetektiv, der mit einem Trick versucht, sich als genialer Ermittler ähnlich wie Monk zu profilieren. | Detlef Bierstedt         |
| 4.07 Mr. Monk und die schwarze Witwe                      | Holland Taylor           | Holland Taylor spielt Natalies Mutter Peggy Davenport. | Ursula Heyer             |
| 4.07 Mr. Monk und die schwarze Witwe                      | Ashley Williams          | Williams spielt die Braut Theresa Scott/Darlene Coolidge, die sich als die schwarze Witwe herausstellt. | Ulrike Stürzbecher       |
| 4.10 Mr. Monk betritt die Modewelt                        | Malcolm McDowell         | Malcolm McDowell spielt einen Modedesigner. | Wolfgang Condrus         |
| 4.11 Mr. Monk erinnert sich an nichts                     | Laurie Metcalf           | Laurie Metcalf spielt eine etwas schrullige Frau, die den unter Gedächtnisverlust leidenden Monk kurzerhand als ihren Ehemann ausgibt. | Marina Krogull           |
| 4.11 Mr. Monk erinnert sich an nichts                     | Charles Napier           | Napier spielt den Sheriff. | Roland Hemmo             |
| 4.11 Mr. Monk erinnert sich an nichts                     | Bre Blair                | Blair stellt das verschwundene Mordopfer dar. | Tanja Geke               |
| 4.12 Mr. Monk und das Geheimnis einer Ehe                 | Misha Collins            | | Alexander Doering        |
| 4.14 Mr. Monk und das außerirdische Alibi                 | Eric Allan Kramer        | | Detlef Bierstedt         |
| 4.14 Mr. Monk und das außerirdische Alibi                 | Jeffrey Donovan          | Donovan spielt den Flugzeugtester. | Nicolas Böll             |
| 4.14 Mr. Monk und das außerirdische Alibi                 | Brianna Brown            | Brown spielt das Mordopfer. | Sonja Spuhl              |
| 4.15 Mr. Monk und der sadistische Zahnarzt                | Brooke Langton           | Brooke Langton spielt die Sprechstundenhilfe des Zahnarztes. | Jennifer Böttcher        |
| 4.15 Mr. Monk und der sadistische Zahnarzt                | Jon Favreau              | Jon Favreau spielt den Zahnarzt. | Hans-Jürgen Wolf         |
| 4.16 Mr. Monk als Geschworener                            | Emmanuelle Vaugier       | Emmanuelle Vaugier spielt die Geschworene Nr. 12. | Ghadah Al-Akel           |
| 5.01 Mr. Monk mal zwei?                                   | Greg Grunberg            | Greg Grunberg spielt Jack Leverett. | Oliver Siebeck           |
| 5.01 Mr. Monk mal zwei?                                   | Stanley Tucci            | Tucci und Weller spielen Schauspieler, die Monk und Stottlemeyer in einem Film darstellen sollen. | Udo Schenk               |
| 5.01 Mr. Monk mal zwei?                                   | Peter Weller             | Tucci und Weller spielen Schauspieler, die Monk und Stottlemeyer in einem Film darstellen sollen. | Frank Glaubrecht         |
| 5.02 Mr. Monk im Müll                                     | Alice Cooper             | In Folge eines Streiks der Müllabfuhr versinkt die Stadt in Müll und Gestank, sodass Monk zu fantasieren beginnt und völlig willkürlich Alice Cooper eines Mordes bezichtigt; in der folgenden typischen Darstellung des Tathergangs („Es lief so ab…“) spielt Cooper sich selbst und tritt somit nur in Monks Gedankenwelt auf. | Ingo Albrecht            |
| 5.02 Mr. Monk im Müll                                     | Chi McBride              | McBride stellt den Bürgermeister dar. | Ben Hecker               |
| 5.02 Mr. Monk im Müll                                     | Silas Weir Mitchell      | Mitchell spielt den Verkäufer in der Drogerie. |                          |
| 5.03 Mr. Monk als Trainer                                 | Jennifer Lawrence        | Jennifer Lawrence spielt das Maskottchen von Julies Verein. | Jill Böttcher            |
| 5.04 Mr. Monk sieht nichts mehr                           | Drew Powell              | Drew Powell ist der Handlanger eines Bauherrn, der eine Affäre vertuschen möchte. | Marcus Off               |
| 5.05 Mr. Monk, Privatdetektiv                             | Sharon Lawrence          | Sharon Lawrence spielt Monks Klientin. | Sabine Jaeger            |
| 5.05 Mr. Monk, Privatdetektiv                             | Fred Weller              | Weller ist ein prominenter Arzt, dem Monk durch einen Bagatellunfall auf die Spur kommt und den er letztendlich als Mörder entlarvt. | Michael Deffert          |
| 5.06 Mr. Monk auf dem Jahrgangstreffen                    | Reginald VelJohnson      | Reginald VelJohnson spielt einen ehemaligen Mitschüler Monks. | Hans Teuscher            |
| 5.08 Mr. Monk muss auf ein Rockkonzert                    | Tamara Feldman           | Tamara Feldman ist Kendra Frank, eine Freundin des Mordopfers. | Gundi Eberhard           |
| 5.09 Mr. Monk trifft seinen Vater                         | Dan Hedaya               | Dan Hedaya spielt Monks Vater. | Uli Krohm                |
| 5.10 Mr. Monk und der Lepramann                           | Paul Blackthorne         | Paul Blackthorne ist ein Dermatologe und das Date von Natalie Teeger. | Ingo Albrecht            |
| 5.10 Mr. Monk und der Lepramann                           | Sarah Joy Brown          | Mandy Bronson ist die Mörderin eines von ihr angeheuerten Schauspielers. |                          |
| 5.11 Mr. Monk findet einen besten Freund                  | Andy Richter             | Andy Richter spielt den „besten Freund“ von Mr. Monk. | Lutz Schnell             |
| 5.12 Mr. Monk als Butler                                  | Sean Astin               | Astin stellt einen reichen Mann dar, der auf Grund eines Erbkonflikts seine Stiefmutter sowie später seinen Butler ermordet und von Monk enttarnt wird. Er ging zusammen mit Natalie in die Highschool und ist nach wie vor an ihr interessiert. Sie verabscheut ihn jedoch.                                                     | Patrick Bach             |
| 5.12 Mr. Monk als Butler                                  | Holland Taylor           | Zweiter und letzter Gastauftritt von Holland Taylor als Natalies Mutter Peggy Davenport. | Ursula Heyer             |
| 5.14 Mr. Monk atmet Landluft                              | Brooke Adams             | Shalhoubs Ehefrau Brooke Adams spielt Sheriff Butterfield und flirtet heftig mit Monk. | Karin Buchholz           |
| 5.14 Mr. Monk atmet Landluft                              | Ricardo Chavira          | Chavira spielt einen Farmer, der trotz seines scheinbar wasserfesten Alibis des Mordes an seinem Nachbarn – Randy Dishers Onkel – überführt wird. | Marco Kröger             |
| 5.16 Mr. Monk und das Aus im Krankenhaus?                 | Charles Durning          | Durning spielt einen alten Mann, der im Krankenhaus liegt und des Mordes verdächtigt wird. | Jochen Schröder          |
| 6.01 Mr. Monk wird versteigert                            | Sarah Silverman          | selbe Rolle wie in Folge 2.12. | Claudia Urbschat-Mingues |
| 6.02 Mr. Monk in der Rapszene                             | David Banner             | | Tommy Morgenstern        |
| 6.02 Mr. Monk in der Rapszene                             | Kurupt                   | | Jan-David Rönfeldt       |
| 6.02 Mr. Monk in der Rapszene                             | Snoop Dogg               | Snoop Dogg, selbst Rapper, spielt den Rapper Murderuss. | Smudo                    |
| 6.03 Mr. Monk gegen den Nudisten                          | Alfred Molina            | Molina verkörpert einen reichen Unternehmer, welcher den FKK-Strand aufkaufen will, um die Nudisten zu vertreiben. | Bernd Rumpf              |
| 6.03 Mr. Monk gegen den Nudisten                          | Diedrich Bader           | Bader verkörpert Chance Singer, der als Sprecher der Nudisten auftritt und Monks Hauptverdächtiger ist. | Norman Matt              |
| 6.04 Mr. Monk glaubt kein Wort                            | Sharon Lawrence          | Lawrence spielt Captain Stottlemeyers Freundin, die sich als Mörderin ihres Geschäftspartners entpuppt. | Sabine Jaeger            |
| 6.05 Mr. Monk und die Sache mit den Bienen und den Blumen | Vincent Ventresca        | | Matthias Deutelmoser     |
| 6.08 Mr. Monk belastet ein Fehlurteil                     | Tim DeZarn               | Monk glaubt, die Figur von DeZarn zu Unrecht hinter Gitter gebracht zu haben. | Erich Räuker             |
| 6.09 Mr. Monk streift durch die Nacht                     | Terri Hoyos              | Hoyos spielt die Passantin, die Monk auf Grund ihrer Augen nicht schlafen lässt. Sie erinnern ihn an Trudy - zu Recht. | Almut Zydra              |
| 6.09 Mr. Monk streift durch die Nacht                     | Tim Kang                 | Kang spielt einen Trickbetrüger, der sich als Polizist ausgibt, um einen Münzhändler auszurauben, und aus Rache später von diesem erschossen wird. | Bernhard Völger          |
| 6.09 Mr. Monk streift durch die Nacht                     | Donal Logue              | Logue spielt einen Trickbetrüger in einer Kneipe, in der sich auch Stottlemeyer oft aufhält. | Michael Iwannek          |
| 6.11 Mr. Monk tritt einer Sekte bei                       | John Ross Bowie          | Bowie spielt Tom Donovan. | Lutz Schnell             |
| 6.11 Mr. Monk tritt einer Sekte bei                       | Howie Mandel             | Mandel spielt Sektenführer „Vater“. | Leon Boden               |
| 6.12 Mr. Monk in Uniform                                  | Dan Castellaneta         | Castellaneta spielt einen Juwelier. | Michael Pan              |
| 6.12 Mr. Monk in Uniform                                  | Eve Gordon               | Gordon spielt die Bankangestellte Madge. | Karin David              |
| 6.12 Mr. Monk in Uniform                                  | Tim Halligan             | Halligan spielt Filialleiter Crawley. | Ernst Meincke            |
| 6.14 Mr. Monk malt                                        | Peter Stormare           | Stormare verkörpert den zwielichtigen russischen Kunstsammler Petya Novak, der Monk sämtliche seiner Bilder abkauft. | Detlef Bierstedt         |
| 6.14 Mr. Monk malt                                        | Tom Bower                | Bower spielt den Schrottplatzhändler, dessen Selbstschussanlage das Opfer tötet. | Peter Groeger            |
| 6.15 Mr. Monk wird gejagt – Teil 1                        | Scott Glenn              | Scott Glenn spielt Sheriff Rollins, der ein doppeltes Spiel treibt. | Reiner Schöne            |
| 6.16 Mr. Monk wird gejagt – Teil 2                        | Scott Glenn              | Scott Glenn spielt Sheriff Rollins, der ein doppeltes Spiel treibt. | Reiner Schöne            |
| 7.01 Mr. Monk kauft ein Haus                              | Brad Garrett             | Garrett spielt hier einen Handwerker, der in Monks neuem Haus die Beute eines lange zurückliegenden Raubüberfalls sucht, die der verstorbene Hauseigentümer dort versteckt hat. | Jan Spitzer              |
| 7.02 Mr. Monk und der angekündigte Mord                   | David Strathairn         | Strathairn spielt einen Schachgroßmeister, der seine beiden Ehefrauen ermordet hat. | Till Hagen               |
| 7.03 Mr. Monk und Natalie gehen getrennte Wege?           | Gregory Jbara            | Jbara spielt den Personalchef des Lottoziehungsstudios. | Erich Räuker             |
| 7.04 Mr. Monk steigt in den Ring                          | Robert Loggia            | Loggia spielt den Trainer eines Boxweltmeisters. | Jochen Schröder          |
| 7.05 Mr. Monk geht unter                                  | Casper Van Dien          | Van Dien spielt Lt. Steven Albright, einen alten Freund von Natalie und Kollegen ihres verstorbenen Ehemanns. | Peter Flechtner          |
| 7.05 Mr. Monk geht unter                                  | William Atherton         | Atherton ist der Kapitän des U-Boots. | Hans-Jürgen Wolf         |
| 7.06 Mr. Monk und die Liebe auf den ersten Blick          | Joanna Pacula            | Joanna Pacula ist die erste Frau seit Trudy, für die Monk Gefühle empfindet. Allerdings ist sie auch die Hauptverdächtige in einem Mordfall. | Katja Nottke             |
| 7.07 Mr. Monks 100ster Fall                               | Brooke Adams             | Vierter Auftritt von Brooke Adams und der zweite als Stewardess Leigh Harrison aus Folge 1.13. | Karin Buchholz           |
| 7.07 Mr. Monks 100ster Fall                               | Ricardo Chavira          | Chavira spielt erneut den Farmer aus Episode 5.14, der neben anderen von Monk überführten Kriminellen in einer Dokumentation über ihn auftritt. | Marco Kröger             |
| 7.07 Mr. Monks 100ster Fall                               | Kathryn Joosten          | Joosten spielt die Rolle der ehemaligen Nanny von Ambrose und Adrian Monk. | Luise Lunow              |
| 7.07 Mr. Monks 100ster Fall                               | Eric McCormack           | | Florian Halm             |
| 7.07 Mr. Monks 100ster Fall                               | Sarah Silverman          | selbe Rolle wie in den Folgen 2.12 & 6.01. | Claudia Urbschat-Mingues |
| 7.08 Mr. Monk als Kind im Manne                           | Richard Schiff           | Schiff spielt einen Therapeuten, der Monk hypnotisiert. | Eberhard Prüter          |
| 7.08 Mr. Monk als Kind im Manne                           | Dina Meyer               | Meyer spielt die Schauspielerin und Täterin Sally Larkin. | Cathrin Vaessen          |
| 7.08 Mr. Monk als Kind im Manne                           | Courtney Ford            | Ford spielt die Geliebte des Mordopfers. | Diana Borgwardt          |
| 7.08 Mr. Monk als Kind im Manne                           | Henry Czerny             | Czerny spielt das Mordopfer Aaron Larkin. | Udo Schenk               |
| 7.10 Mr. Monk und der ganz andere Bruder                  | Steve Zahn               | Zahn spielt Monks Halbbruder Jack Jr. | Gerrit Schmidt-Foß       |
| 7.11 Mr. Monk auf Rädern                                  | Pamela Adlon             | Adlon spielt eine Gentechnikerin. | Vera Teltz               |
| 7.11 Mr. Monk auf Rädern                                  | Bradley Whitford         | Whitford spielt einen Gentechniker. | Udo Schenk               |
| 7.11 Mr. Monk auf Rädern                                  | Mike Hagerty             | Hagerty spielt einen Mitarbeiter der Müllabfuhr. | Hans Hohlbein            |
| 7.12 Mr. Monk wird bemuttert                              | Gena Rowlands            | Gena Rowlands spielt Marge Johnson. | Almut Eggert             |
| 7.14 Mr. Monks Mitgefühl hält sich in Grenzen             | Julie Bowen              | Julie Bowen spielt Marilyn Brody und ihre Zwillingsschwester Patrice Gesner. | Christin Marquitan       |
| 7.14 Mr. Monks Mitgefühl hält sich in Grenzen             | Noah Emmerich            | Noah Emmerich spielt Monks ehemaligen Klassenkamerad Roderick Brody. | Tobias Meister           |
| 7.15 Mr. Monk und die Magie des Mordens                   | Steve Valentine          | Steve Valentine spielt, wie im richtigen Leben, einen Zauberer. | Oliver Feld              |
| 7.15 Mr. Monk und die Magie des Mordens                   | Peyton List              | List spielt die Assistentin Tanya Adams. | Julia Ziffer             |
| 7.16 Mr. Monk und das letzte, was Trudy sah               | Tamlyn Tomita            | Tamlyn Tomita spielt eine Stadträtin. | Andrea Aust              |
| 8.01 Mr. Monks Lieblingsserie                             | Elizabeth Perkins        | Perkins spielt eine Schauspielerin, die als Kind eine Hauptrolle in einer Familienserie hatte, zu deren größten Fans Monk gehört. Als Erwachsene veröffentlicht sie ein skandalöses Enthüllungsbuch. | Arianne Borbach          |
| 8.01 Mr. Monks Lieblingsserie                             | Cameron Monaghan         | Monaghan spielt eines der Kinder in der Familienserie. | Tino Hillebrand          |
| 8.02 Mr. Monk und der Fremde                              | Adewale Akinnuoye-Agbaje | Akinnuoye-Agbaje hindert durch sein Flötenspiel Monk am Einschlafen. 2 Wochen zuvor hat er seine Frau durch einen Autounfall vor Monks Haus verloren. | Michael Ojake            |
| 8.03 Mr. Monk kann kein Mensch sein                       | Daniel Stern             | Daniel Stern spielt Sheriff Fletcher. | Uwe Büschken             |
| 8.04 Mr. Monk verliebt sich in sein neues Spiegelbild     | Michael Fairman          | Fairman spielt das geplante (falsche) Opfer. | Hartmut Neugebauer       |
| 8.04 Mr. Monk verliebt sich in sein neues Spiegelbild     | Reed Diamond             | Diamond spielt einen FBI-Agenten. | Viktor Neumann           |
| 8.04 Mr. Monk verliebt sich in sein neues Spiegelbild     | Lance Barber             | Barber spielt einen Haushaltsgerätelieferanten. | Sebastian Walch          |
| 8.04 Mr. Monk verliebt sich in sein neues Spiegelbild     | Kelly Carlson            | Carlson spielt die Freundin des Killers | Tanja Geke               |
| 8.05 Mr. Monk in der Krise                                | Jay Mohr                 | Mohr spielt den Verteidiger des Mörders. | Björn Schalla            |
| 8.06 Mr. Monk, die Schönen und das Biest                  | Dylan Baker              | Baker spielt den Theaterkritiker. | Marcus Off               |
| 8.07 Mr. Monk im Unheil des Voodoos                       | Meat Loaf                | Meat Loaf spielt einen Voodoo-Priester, den Monk als Berater im Bereich Voodoo hinzuzieht. | Stefan Fredrich          |
| 8.08 Mr. Monk muß zur Gruppentherapie                     | Amy Aquino               | Letztes Mordopfer aus der Therapiegruppe. |                          |
| 8.08 Mr. Monk muß zur Gruppentherapie                     | Joelle Carter            | Erstes Mordopfer aus der Therapiegruppe. |                          |
| 8.09 Mr. Monk feiert nicht freiwillig Geburtstag          | Virginia Madsen          | Madsen spielt hier und in zwei weiteren Folgen Captain Stottlemeyers Freundin. | Karin Grüger             |
| 8.09 Mr. Monk feiert nicht freiwillig Geburtstag          | Lex Medlin               | Medlin spielt einen Patentanwalt. | Stefan Gossler           |
| 8.09 Mr. Monk feiert nicht freiwillig Geburtstag          | John Carroll Lynch       | Lynch spielt den Doppelmörder. | Erich Räuker             |
| 8.09 Mr. Monk feiert nicht freiwillig Geburtstag          | Jack Betts               | Betts spielt den Geburtstagsunterhalter „Cowboy Hank“. | Peter Groeger            |
| 8.10 Mr. Monk mit Natalie...und Sharona?                  | Jack Wagner              | Wagner ist der betrogene Ehemann, der den Mord an seinem Nebenbuhler wie einen Unfall aussehen lässt. | Marcus Off               |
| 8.11 Mr. Monk kommt auf den Hund                          | Wallace Langham          | | Michael Iwannek          |
| 8.11 Mr. Monk kommt auf den Hund                          | Sierra McCormick         | McCormick spielt die Nichte von Natalie. | Paulina Rümmelein        |
| 8.12 Mr. Monk riskiert seine Wiedereinstellung            | Wade Williams            | Williams spielt das Jury-Mitglied, das anfangs die Wiedereinstellung von Monk in den Polizeidienst ablehnt. | Jan Spitzer              |
| 8.12 Mr. Monk riskiert seine Wiedereinstellung            | Alex Wolff               | Wolff spielt den aufsässigen Sohn des Jury-Mitglieds, der Mr. Monk bei einem Camping-Ausflug mit Lieutenant Disher das Leben zur Hölle macht, zufällig aber dabei hilft, den Fall zu lösen. | Lukas Schust             |
| 8.13 Mr. Monk ermittelt als Trauzeuge                     | Virginia Madsen          | Virginia Madsen spielt die Verlobte Stottlemeyers. | Karin Grüger             |
| 8.14 Mr. Monks Freude endet am Schreibtisch               | Brooke Adams             | Brooke Adams spielt die „verrückte Katzenlady“; letzter von fünf Gastauftritten in der Serie. | Karin Buchholz           |
| 8.14 Mr. Monks Freude endet am Schreibtisch               | Mark Harelik             | Mark Harelik spielt den fensterputzenden Mörder. | Stefan Staudinger        |
| 8.15 Mr. Monk und Trudys Erbe – Teil 1                    | Casper Van Dien          | selbe Rolle wie in Folge 7.05. | Peter Flechtner          |
| 8.15 Mr. Monk und Trudys Erbe – Teil 1                    | Craig T. Nelson          | Craig T. Nelson spielt den Richter, der Trudys Tod in Auftrag gab. | Christian Rode           |
| 8.15 Mr. Monk und Trudys Erbe – Teil 1                    | Ed Begley junior         | Begley spielt den Arzt, der ermordet wird. |                          |
| 8.16 Mr. Monk und Trudys Erbe – Teil 2                    | Alona Tal                | Tal spielt die totgeglaubte Tochter von Trudy und Stieftochter von Adrian Monk. Durch ihr Erscheinen in seinem Leben kann Monk sich von einigen Phobien lösen. | Marie Bierstedt          |
| 8.16 Mr. Monk und Trudys Erbe – Teil 2                    | D.B. Woodside            | Woodside spielt den Arzt Dr. Matthew Shuler. | Oliver Feld              |
| 8.16 Mr. Monk und Trudys Erbe – Teil 2                    | Casper Van Dien          | selbe Rolle wie in den Folgen 7.05 & 8.15. | Peter Flechtner          |
| 8.16 Mr. Monk und Trudys Erbe – Teil 2                    | Craig T. Nelson          | selbe Rolle wie in Folge 8.15. | Christian Rode           |